# دیمیترو پوسپیلوف
دیمیترو پوسپیلوف (انگلیسی: Dmytro Pospyelov؛ زادهٔ ۱۹ اکتبر ۱۹۹۱) بازیکن فوتبال اهل اوکراین است.